# 辰巳ヨシヒロ
辰巳 ヨシヒロ（たつみ ヨシヒロ、1935年6月10日 - 2015年3月7日）は、日本の漫画家、古書店経営者。大阪府大阪市天王寺区出身。本名：辰巳 嘉裕（たつみ よしひろ）。兄は、漫画家・漫画出版社経営者の桜井昌一。
貸本漫画家として活躍しながら、「劇画」という名称を提唱、「劇画」誕生にあたって重要な役割を果たした。貸本漫画家時代の別明記に、マイク浜、あさひ昇、江戸五郎などがある。
1970年代以降は、社会の底辺に位置する人々の悲哀や屈折を陰鬱なタッチで描いた作品を『ガロ』などに多数発表する。それらの作品群は海外を中心に高く評価され、日本におけるオルタナティヴ・コミックの第一人者として広く認知されている。

## 略歴
大阪市天王寺区に生まれる。太平洋戦争の激化により、大阪府箕面市へ。次いで豊中市蛍池に疎開して、豊中で育つ。
少年時代から漫画好きで、2歳年上の兄・義興（のちの桜井昌一）と共に、特に手塚治虫の漫画に熱中する。
中学時代から漫画家を目指し、実家の経済的困窮もあり、豊中第二中学校時代から、兄と共に、雑誌『漫画少年』他、多数の雑誌の読者投稿コーナーに盛んに投稿し、たびたび入選して賞金を獲得。1950年2月には、京都の丘西克明ら同年代の漫画家志望者6名で「子供漫画研究会」を作り、肉筆回覧雑誌『漫画の明星』を4号まで発行。また、同年9月には、毎日中学生新聞に掲載された「子供漫画家たちと手塚治虫の座談会」に出席。手塚の知遇を得て、その後の手塚の上京まで、何度も宝塚の手塚の実家を訪問する。
1951年に、大阪府立豊中高等学校に進学。同年、兄の勧めで大城のぼるに手紙を書いて返事をもらい、描き上げた中編・長編漫画を送って批評をもらうようになる。辰巳が描いた長編漫画「愉快な漂流記」が評価され、大城の作画によって原作者としてデビューすることになる。
1952年には、大城から上京して弟子になるよう勧められるが、悩んだ末断る。同年、執筆した長編「こどもじま」（原題：「子供島」）を大城に郵送したところ、かねてから親好があった大城の弟子のオオトモヨシヤスが知り合いの編集者に紹介、1954年3月に鶴書房より単行本として刊行され、ついに漫画家デビューとなる。
高校卒業を控えて、京都市立美術大学（現在の京都市立芸術大学）を受験するが、実家の経済的な事情を考えて、進学を断念。
高校卒業後の1954年、さまざまな大阪の貸本出版社に持ち込みをした後、八興社（日の丸文庫）を訪問。山田秀三社長・山田喜一専務の兄弟、顧問の久呂田まさみらに「七つの顔」が採用されて刊行。以降「日の丸文庫専属」のような形で貸本漫画を執筆するようになる（他社で仕事をする際は、ペンネームを用いた）。また、後にライバルとなる松本正彦とも出会う。
また、1955年の「開化の鬼」以降、映画的な表現を取り込んだシリアスな作品を発表。1956年4月から、久呂田の発案で日の丸文庫から短編雑誌『影』が発刊され、メイン作家として人気を博す。
だが日の丸文庫は、新たに企画した「大人漫画」の作家たちの新書版単行本の売り上げ不振で、1957年に倒産。久呂田の勧めで、名古屋のセントラル出版が企画した『街』に参加。だが同年秋に日の丸文庫が「光映社」として再建されたため、新生『影』の編集長に抜擢される。一方、貸本漫画業界は『影』の影響で探偵物の短編集ブームが起こり、さまざまな出版社の雑誌に寄稿。
1957年末、『街』に描いた作品「幽霊タクシー」にて、ハードボイルド小説の影響も多大に受けた自身のシリアスな作風を従来の「漫画」と区別するため、作品表紙に「劇画」という表記を使用。なお、この頃、同じように既成の漫画とは異なる表現を追求していた松本は、自身の漫画を「駒画」と呼んでいた。
1958年には、セントラル出版の東京進出のための誘いもあり、さいとう・たかを、松本とともに上京し、国分寺に住まう。
1959年、兎月書房から新雑誌『摩天楼』の刊行にあたって、日の丸文庫出身の若手作家たちと「劇画工房」を結成。メンバーは辰巳、石川フミヤス、K・元美津、桜井、山森ススム、佐藤まさあき。後にさいとう、松本も参加した。
だが貸本漫画業界に訪れた劇画ブームのため、メンバーの足並みが揃わず、1960年に辰巳、さいとう、松本は「劇画工房」から脱退。
その後は、衰退する貸本業界の中で、1963年に自身の出版社「第一プロ」を設立（のち、「ヒロ書房」と改名し、1971年まで活動）。また、1960年代後半以降、『ガロ』やメジャー少年誌などで大々的な「劇画ブーム」が起こるが、劇画の生みの親である辰巳は、ブーム化して乱造された「劇画」に幻滅する。1968年には、「劇画と決別するため」の著書、『劇画大学』を刊行する。
以降、辰巳は主に社会の底辺に位置する人々を主人公とした陰鬱な短編作品を発表するようになる。また、1990年代以降は、主に仏教関係の漫画作品を発表している。一方で、1950年代SF短編の味わいの再現を狙った連作短編『SFもどき』など、時おり多彩な試みに挑むことも忘れてはいない。
1980年代以降は、日本国外に作品が紹介され、「下層労働者の心情を初めて、リアルに描写した漫画家」として高い評価を得るようになる。また国内でも、2002年に青林工藝舎から刊行された『大発見』以降、再評価が進んでいる。
1986年には、神保町で漫画専門の古書店「ドン・コミック」を開店する。（かつては店舗販売も行っていたが、万引きが多いため2002年からは目録販売専門店となった。現在は閉店）
2005年、アメリカの漫画家エイドリアン・トミネの尽力により、カナダのオルタナティヴ・コミック出版社ドローン&クォーターリーからオリジナル作品集 The Push Man and Other Stories が刊行された。それ以降もトミネの編集による作品集が続けて刊行され、辰巳は英語圏での名声を確立した。
2008年には「まんだらけ」のカタログ誌に1995年から2006年まで11年に渡り連載された半自伝漫画『劇画漂流』が青林工藝舎から刊行。その続編をカナダの出版社からの依頼で執筆予定であった。
2011年、シンガポールのエリック・クー監督により、『劇画漂流』と他の短編作品5話を原作とした長編アニメーション映画『TATSUMI』が製作・公開、日本では2014年11月から全国公開された。
2015年3月7日 18時49分、悪性リンパ腫により死去。79歳没。2015年4月末に追悼号となる『アックス』104号が青林工藝舎より刊行された。追悼号には同期の劇画作家である水木しげる、つげ義春、池上遼一が追悼文を寄稿した。

## 賞歴
- 1972年、日本漫画家協会賞努力賞（『人喰魚』）
- 2005年、アングレーム国際漫画祭特別賞[11]。
- 2006年、インクポット賞
- 2006年、『タイム誌』ベストコミックス第2位
- 2009年、手塚治虫文化賞大賞（『劇画漂流』）[27]
- 2010年、アイズナー賞最優秀アジア作品／最優秀実話作品受賞（『劇画漂流』）
- 2011年、第64回カンヌ国際映画祭：オフィシャル・セレクション「ある視点部門」選出（『TATSUMI』）

## 作品リスト

### 国内
- こどもじま（鶴書房、1954年）
- 密林巨人（鶴書房、1954年）
- ビックと豆の木（鶴書房、1954年）
- 南海のQ島（鶴書房、1954年）
- 七つの顔（日の丸文庫、1954年）
- 鉄腕げん太（東光堂、1954年）※大和義郎名義
- 十三の眼（日の丸文庫、1954年）
- ピカドン先生（日の丸文庫、1954年）
- 21の指紋（日の丸文庫、1954年）
- 木刀先生（日の丸文庫、1955年）
- 霧の小次郎（榎本書店、1955年）※井上三平名義
- 紅孔雀（榎本書店、1955年）※井上三平名義
- 消えた峡谷（東光堂、1955年）※大和義郎名義
- アバラヤ殿下（日の丸文庫、1955年）
- 力道山物語（榎本書店、1955年）※井上三平名義
- 33の足跡（日の丸文庫、1955年）
- プロレス狂時代（日の丸文庫、1955年）
- 開化の鬼（日の丸文庫、1955年）
- 闇に笑う男（日の丸文庫、1955年）
- 声なき目撃者（日の丸文庫、1956年）
- 帰ってきた男（日の丸文庫、1956年）
- 黒い吹雪（日の丸文庫、1956年）
- 銃弾の街角（日の丸文庫、1956年）
- 顔役（ボス）を倒せ!（セントラル文庫、1956年）
- 目撃者（セントラル文庫、1956年）
- 霧（兎月書房、1958年）
- 俺は待ってるぜ（兎月書房、1958年）
- 私は消えてゆく（わかば書房、1959年）
- 続・私は消えてゆく（わかば書房、1959年）
- 立ち上がる男（三洋社、1960年）
- 真夜中のドラム（日の丸文庫、1961年）
- 走り行く男（セントラル文庫、1961年）
- 墓場貸します（ホープ書房、1961年）
- 男ありて 1 - 4（三洋社、1961年）
- ものすごいやつら（日の丸文庫、1962年）
- マシンガン野郎（東京トップ社、1962年）
- 男だけの世界（日の丸文庫、1962年）
- オリにかえれ（東京トップ社、1962年）
- 犯罪横町（セントラル文庫、1962年）
- 墓場紳士（東京トップ社、1962年）
- けものの眼ざめ（東京トップ社、1962年）
- 葬式商人（セントラル文庫、1962年）
- 人間狩り（東考社、1962年）
- 四角い戦場（東京トップ社、1962年）
- 視界0（東考社、1962年）
- 悪人工場（やなぎプロ、1962年）
- めくら狼（東考社、1962年）
- やせ犬の詩（東京トップ社、1962年）
- 四角い野望（東考社、1962年）
- おとし穴作戦（東京トップ社、1963年）
- 死亡広告（東考社、1963年）
- 殴り込み四十七人（東京トップ社、1963年）
- 背骨にノック（東考社、1963年）
- あいつ売ります（東京トップ社、1963年）
- 熱い船（東考社、1963年）
- ギャング大統領（東京トップ社、1963年）
- この悪党ども（第一プロ、1963年）
- 殴ってサヨナラ（第一プロ、1963年）
- 男対男（第一プロ、1963年）
- 太陽をけとばせ（第一プロ、1963年）
- 悪党市場（第一プロ、1963年）
- ならず者（第一プロ、1963年）
- ぶっこわし作戦（第一プロ、1964年）
- 爆弾かかえて（第一プロ、1964年）
- ガチョン社員（第一プロ、1964年）※あさひ昇名義
- 荒野に叫べ（第一プロ、1964年）
- ホテル13号室（第一プロ、1964年）
- 夢見る探偵屋（第一プロ、1964年）
- 死者が会いに来る（第一プロ、1964年）
- 透明人間（第一プロ、1965年）
- 泣くな青春（第一プロ、1966年）
- 人間蒸発（第一プロ、1967年）
- 劇画大学（ヒロ書房、1968年）
- 青春山脈（ヒロ書房、1968年）
- 地球最後の日（ヒロ書房、1968年）
- 死者が歩く（ヒロ書房、1968年）
- 忍者火山（ヒロ書房、1968年）
- 進め!悪党（ヒロ書房、1968年）
- 青春に涙あり（ヒロ書房、1969年）
- 象の道（ヒロ書房、1969年）
- 爆発寸前（ヒロ書房、1969年）
- 男対男（ヒロ書房、1969年）
- 空気男（ヒロ書房、1969年）
- 泣くなおばけ（ヒロ書房、1969年）
- 学園大統領（ヒロ書房、1969年）
- 殴ってサヨナラ（ヒロ書房、1969年）
- 大空に泣け（ヒロ書房、1969年）
- 人喰魚（ヒロ書房、1970年）※短編集
  - シリーズ失われたものの世界
  - 人喰魚
  - 押し屋
  - 下水道
  - まんじゅう
  - 帳面
  - 写し屋
  - 焼却炉
  - マネキン
  - 余計者
  - 試験管
  - ひも
  - 女装
  - 望遠鏡
  - 殺し屋
  - 能面
  - 事故死
  - 消毒
  - かわき
  - おれのヒットラー
- あんた誰や?（ナポレオンブックス、1971年）※短編集
  - あんた誰や?
  - なまけもの
  - なむあみだぶつ
  - キスのうまい女
  - コツコツコツ
  - おれのヒットラー
  - じんましん
  - 笑い袋
  - ふとんの中
  - 黒ネコのタンゴ
  - うらめしや
  - ピチヤピチャ
  - 事故死
  - 女が笑うとき
- 群集のブルース（ナポレオンブックス、1971年）※短編集
  - 群衆のブルース
  - けものなみだ
  - 風花の挽歌
  - 東京うばすて山
  - 帆のないヨット
  - ある家出
  - 殺意
  - 冒険
  - ライバル
- 人生なすび（ナポレオンブックス、1971年）※短編集
  - 人生なすび
  - 望郷
  - 地獄（前篇）
  - 地獄（後篇）
  - 洗い屋
  - 首輪
  - さそり
  - 大砲（前篇）
  - 大砲（後篇）
  - 酒場ざる
  - あな
- 長い長い夏（ナポレオンブックス、1971年）※短編集
  - 長い長い夏
  - 買われた奴
  - 地獄の子
  - 鏡の中の女
  - 白瀬ケン一の母
  - ねんねんころりよ
  - かま首
  - 人猫
  - いとしのモンキー
- 男一発（青林堂、1972年）※短編集
  - 男一発
  - 鳥葬
  - 夜がまたくる
  - ひも
  - わかれみち
  - 鏡の中の女
  - おれのヒットラー
  - じんましん
  - 女が笑うとき
  - 熱い煙突
  - ほっちゃり
  - グッドバイ
- 銭牝 1 - 3（原作：花登筺、芳文社、1975年）
- 紅摺大車輪勝負（土曜出版社、1975年）
- 鳥葬（小学館、1976年）
- コップの中の太陽（小学館、1976年）
- こどもじま よいまんが一年生（東考社、1976年7月）
- 声なき目撃者（東考社、1976年11月）
- ザ・ギャンブラー（原作：花登筺、少年画報社、1977年）
- トルコ野郎（芸文社、1978年）
- てっぺん○次 1 - 2（秋田書店、1978年）
- 懸賞狼 1 - 3（原作：梶川良、久保書店、1980年）
  - 『懸賞狼 』上下として久保書店（リターンフェスティバル）で再刊。2007年
- 賞金雀鬼（『懸賞狼』を抜粋して雑誌形式でまとめたもの 原作：梶川良、芳文社、1981年）
- 地獄の軍団 1 - 6（実業之日本社、1982年 - 1983年）
- SFもどき（実業之日本社、1983年7月）
- まんがでわかる海外旅行トラベル・トラブル（集英社、1989年5月）
- 修験道のはなし ひろさちやの仏教コミックス（原作：ひろさちや、鈴木出版、1990年1月）
- ミックス（原作：ひろさちや、鈴木出版、1990年）
- 乾いた季節 1 - 2（秋田書店、1990年6月）
- ダルマ大師 禅を伝えた僧 ひろさちやの仏教コミックス（原作：ひろさちや、鈴木出版、1991年4月）
- 大日如来 宇宙のほとけ ひろさちやの仏教コミックス（原作：ひろさちや、鈴木出版、1992年10月）
- 密教のはなし ひろさちやの仏教コミックス（原作：ひろさちや、鈴木出版、1994年1月）
- 最澄の生涯 ひろさちやの仏教コミックス（原作：ひろさちや、鈴木出版、1994年9月）
- 最新!まんがでわかる刑法（原作：円山雅也、集英社、1994年11月）
- 栄西の生涯 ひろさちやの仏教コミックス（原作：ひろさちや、鈴木出版、1995年6月）
- 空海の宇宙 ひろさちやの仏教コミックス（原作：ひろさちや、鈴木出版、1996年9月）
- 歓喜天愛欲の神 ひろさちやの仏教コミックス（原作：ひろさちや、鈴木出版、1997年6月）
- 大発見（青林工藝舎、2002年11月）※短編集
  - 男一発
  - はいってます
  - わかれみち
  - さそり
  - 飼育
  - 東京うばすて山
  - けもの・なみだ
  - コツコツコツ
  - ORIZURU
  - 再会
  - いとしのモンキー
  - グッドバイ
  - 大発見
- 大発掘（青林工藝舎、2003年9月）
  - 地獄
  - 念仏レース
  - 地下道ホテル
  - 手のひらの街
  - 殺意の川
  - ポケットの中の女
  - 愛の花嫁
  - 舌つづみ
  - 色ざんげ
  - 花くらべ恋遊び
  - 人魚を妻にした男
  - 娼婦の戦記
  - 乾いた街
- 懸賞狼 1 - 2（原作：梶川良、久保書店、2007年）
- 劇画漂流 上下（青林工藝舎、2008年） - のち、講談社漫画文庫 2013年
- 劇画寄席 芝浜（バジリコ、2009年7月）
- 復刻版 黒い吹雪（青林工藝舎、2010年1月）
- 劇画暮らし（本の雑誌社、2010年10月） - のち角川文庫 2014年10月
- TATSUMI（青林工藝舎、2011年7月）
- 辰巳ヨシヒロ傑作選 （ビームコミックス 2014年10月）
- TATSUMI増補改訂版（青林工藝舎、2015年5月）
- アックスVol.104 辰巳ヨシヒロ追悼（青林工藝舎、2015年4月）

### 日本国外版
英語版
- GOOD-BYE（1988年）
- THE PUSH MAN（2005年）
- ABANDON THE OLD IN TOKYO（2006年）
- GOOD-BYE（2008年）
- A Drifting Life（2009年）
- MIDNIGHT FISHERMEN（2013年）

フランス語版
- COUPS D'ECLAT（2004年）
- Les larmes de la bête（2004年）
- GOOD BYE（2005年）
- L'ENFER（2008年）
- Une vie dans les marges（2008年）

スペイン語版
- QUE TRISTE ES LA VIDA
- LA GRAN REVELACION（2004年）
- VENGA SACA LASJOYAS（2005年）
- INFIERNO（2005年）
- GOOD BYE（2005年）
- Mujeres（2006年）

イタリア語版
- LAMPI（2004年）
- UNA VITA TRA I MARGINI（2012年）『劇画漂流』Bao Publishing
- TORMENTA NERA（2014年）『黒い吹雪』Bao Publishing

インドネシア語版
- HANYUT（2010年）

ポルトガル語版
- MULHERES（2007年）

ポーランド語版
- kobiety（2008年）

中国語版
- 最澄大師（2004年）

韓国語版
- TATSUMI（2020年）

## 参考資料
- 辰巳ヨシヒロ『劇画漂流 上巻』青林工藝舎、2008年11月20日。ISBN 978-4-8837-9273-3。
- 辰巳ヨシヒロ『劇画漂流 下巻』青林工藝舎、2008年12月1日。ISBN 978-4-8837-9276-4。

- 『大発見』巻末年譜
- 辰巳ヨシヒロ：『劇画暮らし』、角川書店（角川文庫 た75-1）、ISBN 978-4-04-102308-2（2014年10月）。
- 辰巳ヨシヒロ：増補版「TATSUMI」、青林工藝舎、ISBN 978-4-8837-9411-9（2015年5月30日） - 映画の内容のコミック。
- エリック・クー 監督作品『TATSUMI マンガに革命を起こした男』（DVD、KADOKAWA、2015年6月10日）
- 美術誌Bien（美庵）26号 「日本のマンガなんて知らないよ？〜または、世界に拡がるマンガの可能性」執筆・小野耕世（特集・MANGA - コミック・アートの可能性）ISBN 4-434-04390-0